# Elsa Wiezell
Elsa Wiezell (1926 - 2014) fue una poetisa, feminista y docente paraguaya. Su producción se ha volcado también a la pintura, sus obras están expuestas en Galerías de arte y Centros culturales de Asunción.
Nació en Asunción, Paraguay, el 19 de noviembre de 1926, hija de Julia Apezteguía y Rubén Wiezell, de origen sueco.

## Infancia y juventud
Pasó su infancia rodeada de la calidez de su familia. Compartía sus momentos de juegos y travesuras con sus hermanos Genoveva y Nills, en los, entonces, todavía tranquilos barrio de Zeballos Cué, asentándose más tarde en Asunción de manera definitiva.
Ya en la adolescencia se evidenciaba su inclinación por la poesía, surgiendo en esta época sus primeras manifestaciones literarias.
Realizó sus estudios en la ciudad de Asunción, completando el ciclo primario y secundario en las aulas del Colegio Internacional.
Absorta en sus pensamientos, buscó siempre espacios de encuentro consigo misma, esto la llevó a emprender los estudios universitarios.
Estudió en la Universidad Nacional de Asunción, culminando su carrera con el título de Licenciada en Filosofía y Letras en el año 1950.

## Su trayectoria
Ejerció la docencia dictando cursos de Psicología en el Nivel Secundario en Benjamín Aceval, de la ciudad de Asunción. También tuvo a su cargo la cátedra de Psicología Social en la Universidad de Columbia de Asunción.
Comprometida con la difusión artística y cultural de su país, fue fundadora de Institutos tales como: Museo de Arte Moderno; Periódico “El Feminista” (fungiendo como Jefe de redacción) y la Escuela de Bellas Artes, ejerciendo la Dirección de esta entidad desde el año 1956. Permaneció en ese cargo durante 12 años (Resolución N.º 36 de febrero de 1956 Ministerio de Educación del Paraguay)

## Obras
Su prolífera producción literaria la ha situado como una de las participantes más activas del mundo artístico y cultural de Asunción, por más de cuatro décadas de labor poética ininterrumpida.
| Año  | Obra |
| ---- | --- |
| 1950 | Poemas de un mundo en brumas, su primer libro de poemas. Tronco al cielo. |
| 1951 | Barro de estrellas |
| 1956 | Poema ciego |
| 1961 | Por las calles de Cristo |
| 1962 | Orbita de visiones |
| 1964 | El canto y la luz. Un libro muy rico en imágenes originales. Sus versos son libres. Su tema principal es la angustia de la vida en un mundo que engaña y aterra.                                                                               |
| 1965 | Tiempo de amor |
| 1966 | Temblor de acacias. Poemario de amor, donde este sentimiento es protagonista principal. Mensaje para hombres nuevos. Un libro en el que Elsa proyecta un mensaje de libertad y ansias de proyectarse en los demás dando lo mejor de uno mismo. |
| 1967 | Palabras para otro planeta. Con una característica muy especial en cuanto que toma a la ciencia como materia poética. Posee un estilo sereno y llano.                                                                                          |
| 1968 | Eco tridimensional. Obra que aborda temas clásicos on un estilo nuevo. Sus temas principales son la angustia del hombre por la vida y la muerte como instancia trascendental del hombre. Puente sobre el Tape Cue                              |
| 1969 | Poema Ultrasónico. De estilo simbolista e impresionista. |
| 1970 | Sembradores del sol |
| 1972 | Virazón. Considerado como momento cumbre de su creación poética. Poema de tinte épico, plagado de luchas amargas y de angustia de la autora por su pueblo que sufre y sangra.                                                                  |
| 1974 | Pobladores fieros La cosecha del viento norte |
| 1975 | El amor de la brisa del sur |
| 1976 | El duende fugitivo |
| 1982 | Antología |
| 1990 | Corceles de alborada |
| 1991 | El colibrí de quebrada |
| 1992 | Poemas del aire profundo Escorzo poético |
| 1994 | La tierra de los maizales Los dos y el mar |
| 1995 | Rumbo al arco iris |
| 1996 | Memoria de amor efímero |
| 1997 | Canto libertario |
| 2003 | Algas azules Temblor de acacias |
| 2004 | El hombre de la nube |
| 2005 | Barranco Del Amor al Olvido |
| 2006 | Canto entre las piedras Poética del Amor Antología La Calesita Lirondela Este es mi pueblo. Esta obra es una recopilación de breves obras literarias para niños con una guía didáctica para docentes.                                          |

## Premios y distinciones
A lo largo de su carrera, fue galardonada en varias ocasiones, tanto en su país como en países extranjeros, haciédose eco de su obra y de su estilo varios catedráticos universitarios como ser: Charles Carlisle (Profesor de letras hispanas en Southwest Texas University Texas, EE. UU.) y Norma Suiffet (Profesora de literatura. Instituto de Estudios Superiores. Uruguay - Especialista en Filosofía hispánica por la Universidad de Salamanca. España).
| Año  | Actividad destacable |
| ---- | --- |
| 1956 | Mención de honor Liga Pro derechos de la Mujer. Mención de honor Escritores Guaraníes por su libro “Puente sobre el Tape cue”. Mejores líricos Hispanoamericanos en Gebers-(Suecia). |
| 1966 | Seleccionada con Juana de Ibarbourou y Alfonsina Storni, Galería de Honor Ocara. |
| 1970 | Mejores poetas del mundo (selección 1970) representante único de la poesía paraguaya (Ben Porter California, (EE. UU.). Miembro de honor (phi Sigma) The Nacional Foreign Language. Mención de honor Salón XIII de Primavera del Ateneo por su obra “Belén”. Seleccionada como representante latinoamericana de “La nueva revolución cristiana” Der bu bist in Exil. Alemania. |
| 1977 | Ciudadana honoraria The State of Texas, (EE. UU.). Honor al mérito Instituto de Formación Docente, Universidad Iberoamericana (Asunción). |
| 1992 | Primer Premio en Literatura Integración Regional. (Argentina). Hacedora Cultural Ilustre. Mural de Honor. Universidad Iberoamericana. (Asunción). Mención de Honor “Eterna Gratitud por su aporte a la niñez y a la juventud”. Instituto de Formación Docente de la Universidad Iberoamericana. Honor al mérito Formación Docente. Universidad Iberoamericana. (Asunción).     |

## Su estilo poético
En sus obras se percibe un plácido estilo poético. Sus versos sueltos dan la sensación de apacible libertad y suave movimiento. 
Su estilo es rico en lenguajes literarios.
Los temas de inspiración son casi tangibles en sus obras. El agua es un tema recurrente, también se refiere a la soledad y a la ensoñación que constantemente “choca” con una realidad manifestada como “destino doloroso del cuerpo en la tierra”

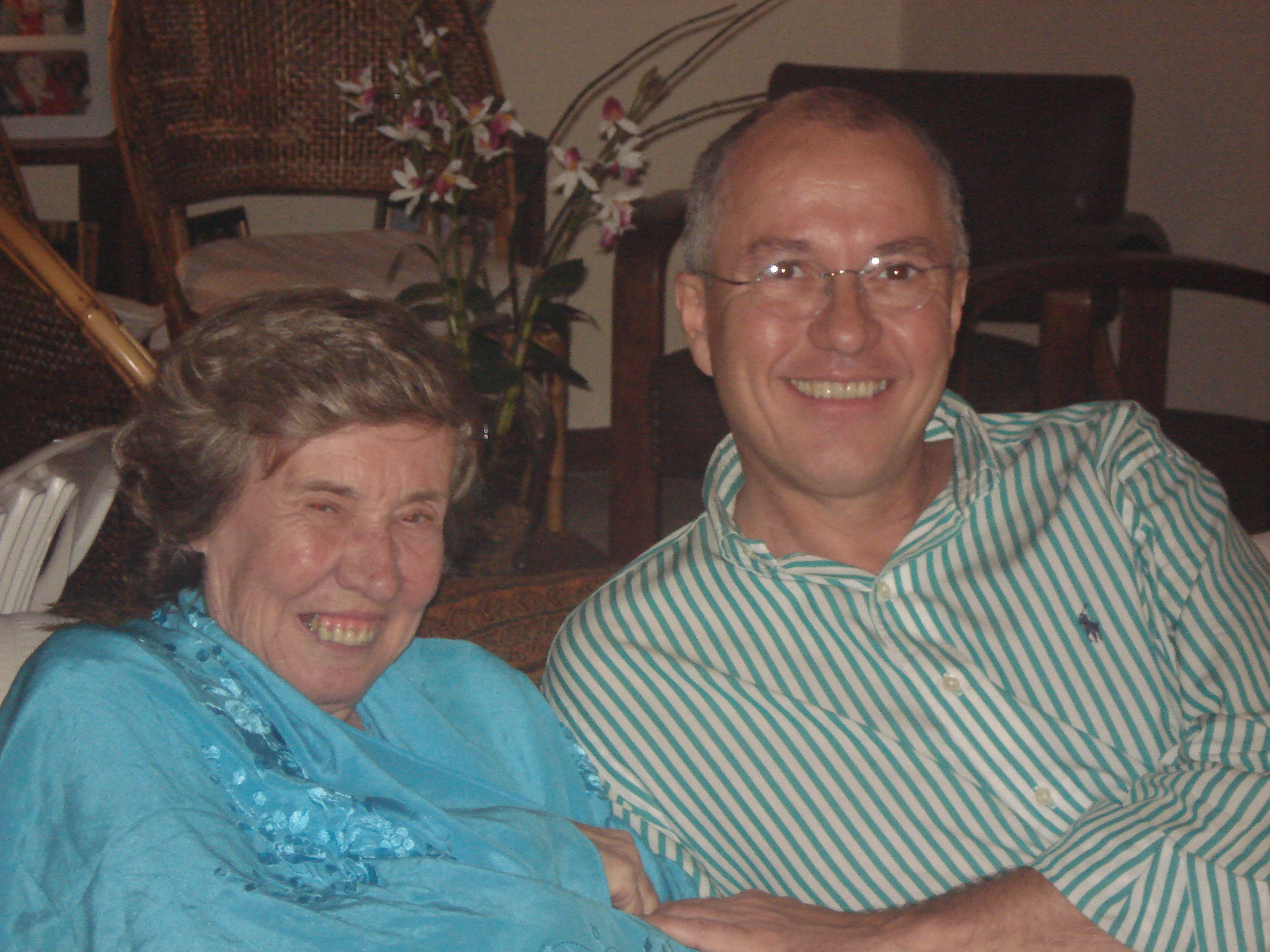
Elsa y su hijo Armando

Como lo manifiesta Carlos Sabat Ercasty: “La empresa de Elsa Wiezell es hermosa y digna, está predeterminada por un noble doble heroísmo, marcha en alto y sostenido vuelo”

## Su Familia
Se casó con  Vicente Ferrer Espinola . Tuvo tres hijos: Lourdes, Armando y Patricia.